# Băile Tușnad

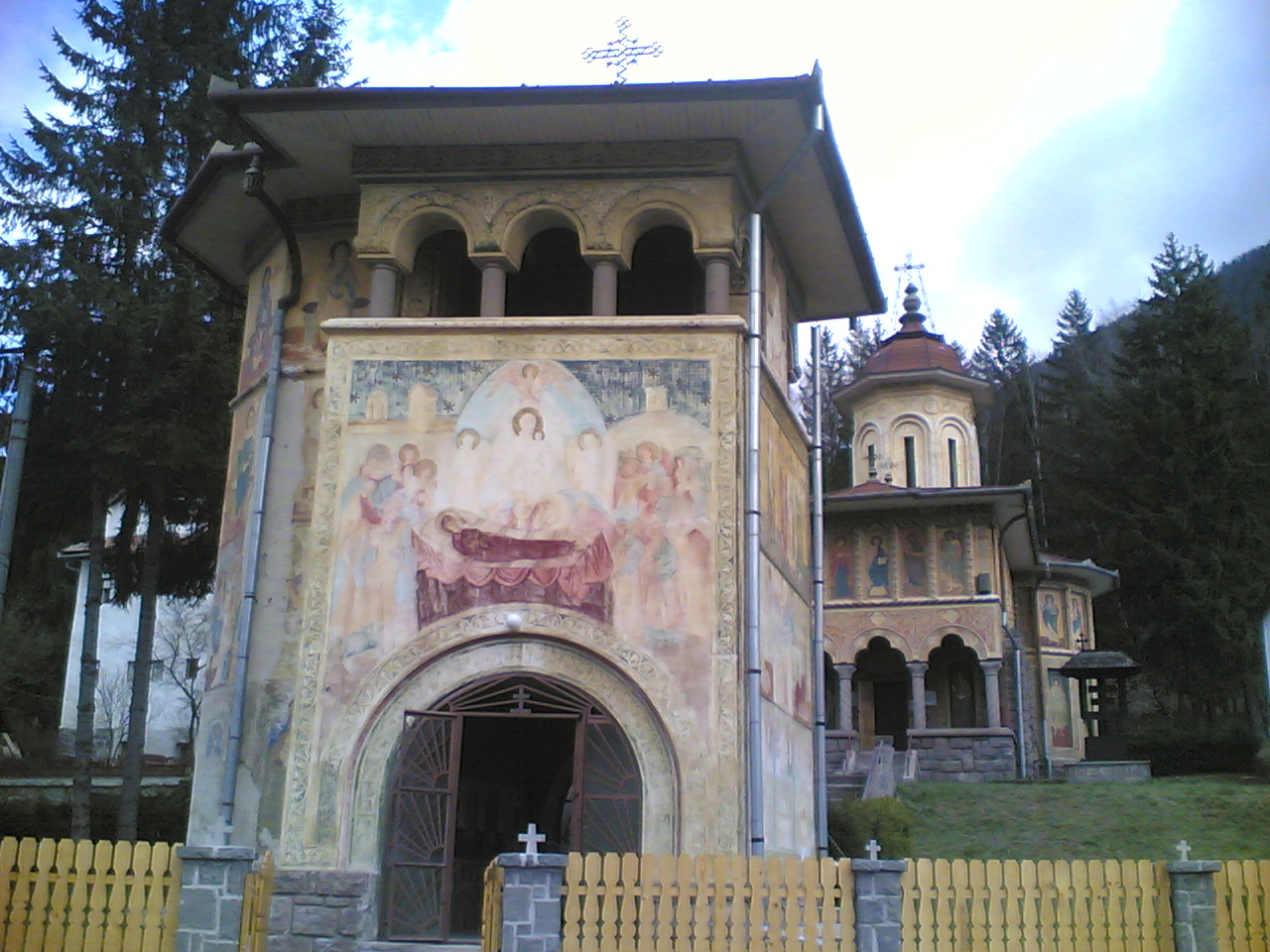
Igreja ortodoxa em Băile Tușnad.

Băile Tușnad é uma cidade da Roménia com 1802 habitantes, localizada no distrito de Harghita.